# フォートマイヤーズ
フォートマイヤーズ（英:Fort Myers）は、アメリカ合衆国フロリダ州の都市。リー郡の郡庁所在地である。人口は8万6395人（2020年）。温暖な気候のため、冬の保養地として知られている。
ケープコーラル・フォートマイヤーズ都市圏を構成する2つの主要都市の1つである。都市圏はリー郡全域で、人口は約76万人（2020年）である。
フォートマイヤーズは1886年に設立され、リー郡の歴史と政治の中心である。フロリダ州でも主要観光地である州南西部への玄関口にある。市内のマクレガー大通りに位置しているトーマス・エジソンやヘンリー・フォードの冬の別荘は観光名所となっている。
2004年、サファ・シンプソン・ハリケーン・スケール4のハリケーン・チャーリーに襲われ、北部郊外で地滑りが起こった。2005年にはハリケーン・ウィルマが南のネイプルズを直撃し、フォートマイヤーズの南部郊外にも広範な被害をもたらした。

## 歴史
フォートマイヤーズは1886年に市制が布かれ、南西フロリダの人気がある観光の中心でありリー郡の郡庁所在地である。タンパからは南に約120マイル (190 km)、メキシコ湾にカルーサハッチー川が注ぐ地点にある。フォートマイヤーズはトーマス・エジソンが冬に度々訪れた地であり、現在はボストン・レッドソックスとミネソタ・ツインズが春季キャンプを行う所でもある。
フォートマイヤーズとなっている所の最初の住人と考えられているのは、スペインのアストゥリアス州出身で19世紀にキューバを経由して来たスペイン人マヌエル・ゴンザレスだった。
フォートマイヤーズは1850年に地域の数少ない開拓者達を虐殺していたセミノール族インディアンから守るために造られた軍隊の砦であり、フロリダに7年間駐屯し、砦の設立者かつ指揮官の義理の息子だったエイブラハム・C・マイアーズに因んで名付けられた。とらえ所のない戦闘が何年も続いたあとの1858年、ビリー・ボウレッグス酋長とその戦士達が降伏の説得に応じ、西に移動した後は砦も放棄された。カルーサハッチー川に注ぎ、ボーリベイジ・コンドミニアムズとアトラマーの間を流れるビリーズ・クリークは、ビリー・ボウレッグス酋長とその戦士達が西に向かう船を待つ間一時的に宿営したことに因んで名付けられた。
砦は1863年まで放棄されており、南北戦争中のこの年に北軍の小部隊が砦を再占領した。1865年、南軍の大変小さな部隊が砦を襲ったが失敗した。戦後、砦は再度荒廃した。
その後最初の開拓者は1866年に到着したが、開拓者が本格的に入ってくるようになったのは1882年になってからだった。市制が布かれることになる1885年までに、フロリダ州西海岸のシーダーキーより南ではタンパに次いで2番目に大きな都市となり、やはり当時成長していたクリアウォーターやサラソタよりもかなり大きかった。
1898年にロイヤルパーム・ホテルが建設されたときに、フォートマイヤーズは冬のリゾート地として全国に知られるようになった。しかし、フォートマイヤーズの成長を真に促したものは1924年にカルーサハッチー川に架かるタミアミ・トレイル橋が建設されたことだった。橋ができると、市には最初の不動産投資ブームが起こり、市周辺に多くの小区域が出現した。

## 地理

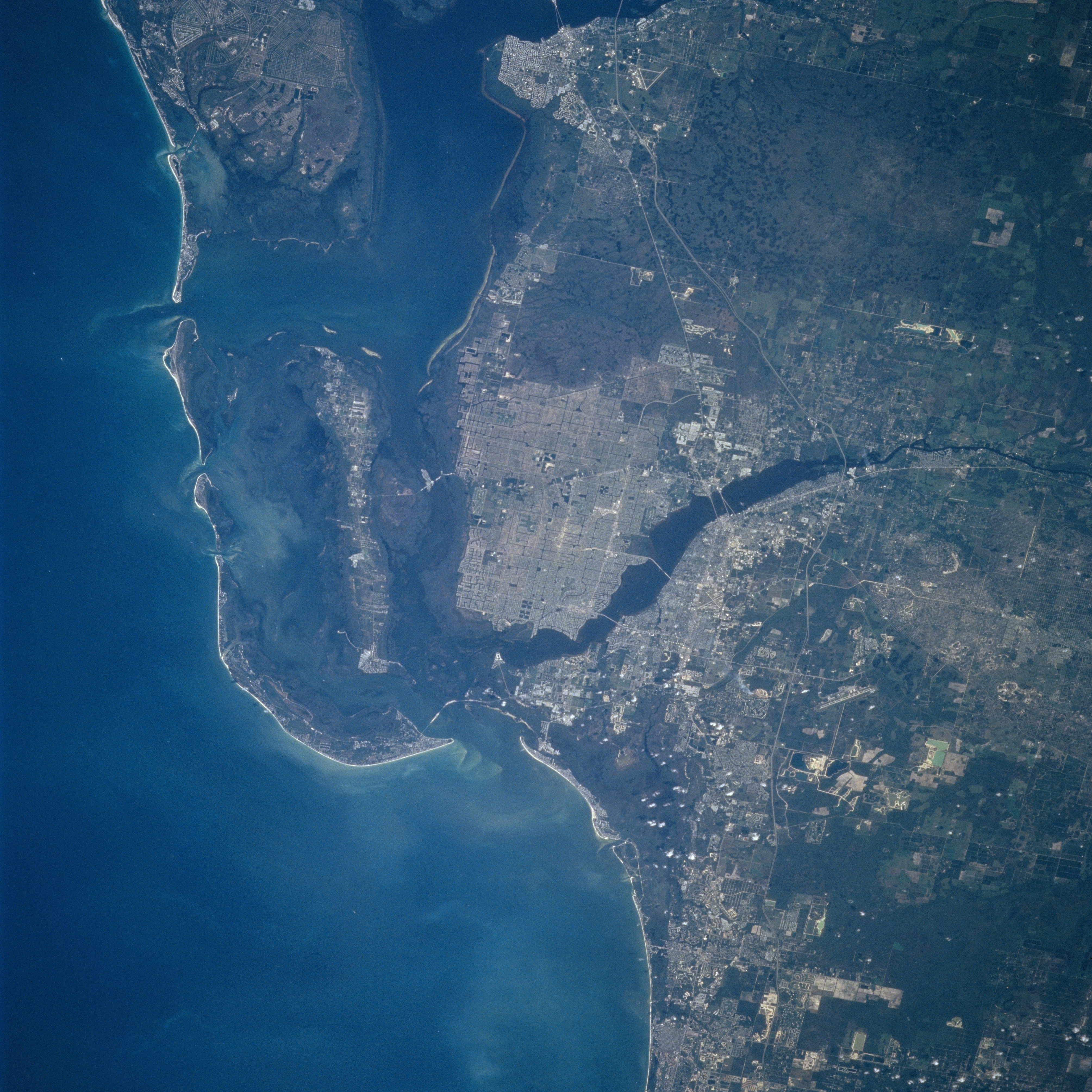
フォートマイヤーズとケープコーラルの衛星写真（1997年）

アメリカ合衆国国勢調査局による報告では、市域全面積は40.4平方マイル (104.7 km2)、このうち陸地が31.8平方マイル (82.4 km2) であり、水域は8.6平方マイル (22.2 km2)、水域率は21.25%である。

## 気候
アメリカ海洋大気局はフォートマイヤーズを亜熱帯に区分している。ケッペンの気候区分では熱帯のサバナ気候 (Aw) に区分されている。
| Climate in Fort Myers |           |           |           |           |           |            |            |            |            |           |           |           |              |
| 月間平均気温と降水量  | 1月       | 2月       | 3月       | 4月       | 5月       | 6月        | 7月        | 8月        | 9月        | 10月      | 11月      | 12月      | 年間         |
| 平均最高 °F (℃)       | 75 (24)   | 77 (25)   | 80 (27)   | 85 (29)   | 89 (32)   | 91 (33)    | 92 (33)    | 92 (33)    | 90 (32)    | 86 (30)   | 81 (27)   | 77 (25)   | 84 (29)      |
| 平均最低 °F (℃)       | 54 (12)   | 55 (13)   | 59 (15)   | 63 (17)   | 68 (20)   | 73 (23)    | 74 (23)    | 74 (23)    | 74 (23)    | 69 (21)   | 62 (17)   | 56 (13)   | 65 (18)      |
| 降水量 in. (cm)       | 2.2 (5.7) | 2.1 (5.3) | 2.7 (7.0) | 1.7 (4.2) | 3.4 (8.7) | 9.8 (24.8) | 9.0 (22.8) | 9.5 (24.2) | 7.9 (20.0) | 2.6 (6.6) | 1.7 (4.3) | 1.6 (4.0) | 54.2 (137.6) |
| 平均無降水日数        | 7         | 8         | 7         | 6         | 10        | 18         | 22         | 22         | 20         | 11        | 7         | 7         | 145          |

## 人口動態
フォートマイヤーズが設立されて以来の人口推移は右表のとおりである。
以下は2007年の推計データである
- 人口: 71,048人
- 世帯数: 19,338世帯
- 家族数: 10,799家族

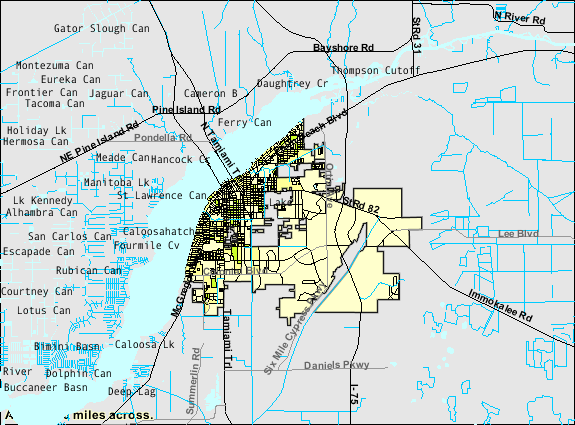
フォートマイヤーズ人口分布

- 人口密度: 584.8人/km2（1,514.6人/mi2）
- 住居数: 21,836軒
- 住居密度: 264.9軒/km2（686.1/mi2）

人種別人口構成
- 白人: 56.35%
- アフリカン・アメリカン: 33.39%
- ネイティブ・アメリカン: 0.38%
- アジア人:0.98%
- 太平洋諸島系: 0.10%
- その他の人種: 5.69%
- 混血: 3.11%
- ヒスパニック・ラテン系: 14.49%

年齢別人口構成
- 18歳未満: 26.3%
- 18-24歳: 11.4%
- 25-44歳: 30.4%
- 45-64歳: 17.6%
- 65歳以上: 14.3%
- 年齢の中央値: 32歳
- 性比（女性100人あたり男性の人口）
  - 総人口: 97.6
  - 18歳以上: 95.3

世帯と家族（対世帯数）
- 18歳未満の子供がいる: 28.9%
- 結婚・同居している夫婦: 32.3%
- 未婚・離婚・死別女性が世帯主: 18.4%
- 非家族世帯: 43.8%
- 単身世帯: 33.8%
- 65歳以上の老人1人暮らし: 12.5%
- 平均構成人数
  - 世帯: 2.40人
  - 家族: 3.10人

## 交通
サウスウエスト・フロリダ国際空港は市の南東のサウスフォートマイヤーズにあり、ゲイトウェイとリーハイエーカーズに近い。

## 教育

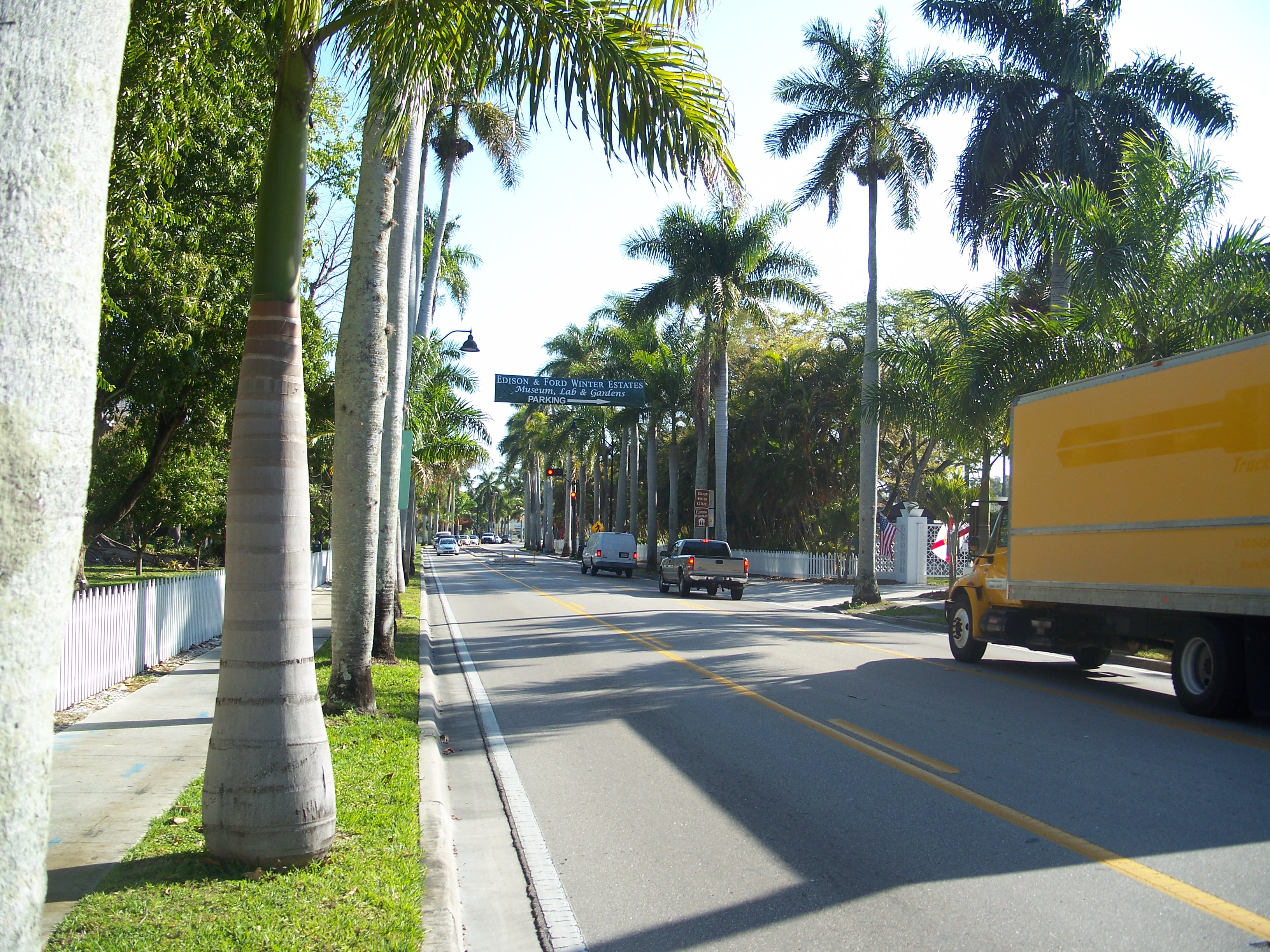
マクレガー・ブールバード

### 中等学校
この地域にある中等学校としては以下のものがある。
- カンタベリー、私立学校、フォーブスの「ハーバードに子供を進めるためのトップ400校」に入っていた。過去20年間で5度、「インテル国際学生科学技術フェア国際理工学フェア」の大賞を受賞した。
- ダンバー高校、科学オリンピック・チームが2007年フロリダ州科学オリンピックで、遠隔感知分野で1位になったのを初め、全体で15位になった[8]。
- フォート・マイアーズ高校、国際バカロレア資格を採用する学校、雑誌「ニューズウィーク」で全米で最良の公立学校の1つに挙げられた[9]。
- サイプレスレイク高校、芸術学科を持つことでは地域で唯一の高校であることで著名、メディア芸術、音楽、ダンス、劇および視覚芸術の科目がある。
- ビショップ・ベロー高校、市立カトリック系高校、 フロリダ州ベニス教区が運営している。

### 高等教育機関
この地域にある高等教育機関としては以下のものがある。
- バリー大学
- エジソン・ステイトカレッジ
- フロリダ・ガルフコースト大学
- ホッジス大学
- ノバ・サウスイースタン大学
- ラスムッセン・カレッジ
- サウスウェスタン・フロリダ大学
- ITT工科大学

## スポーツ

### 春季キャンプ

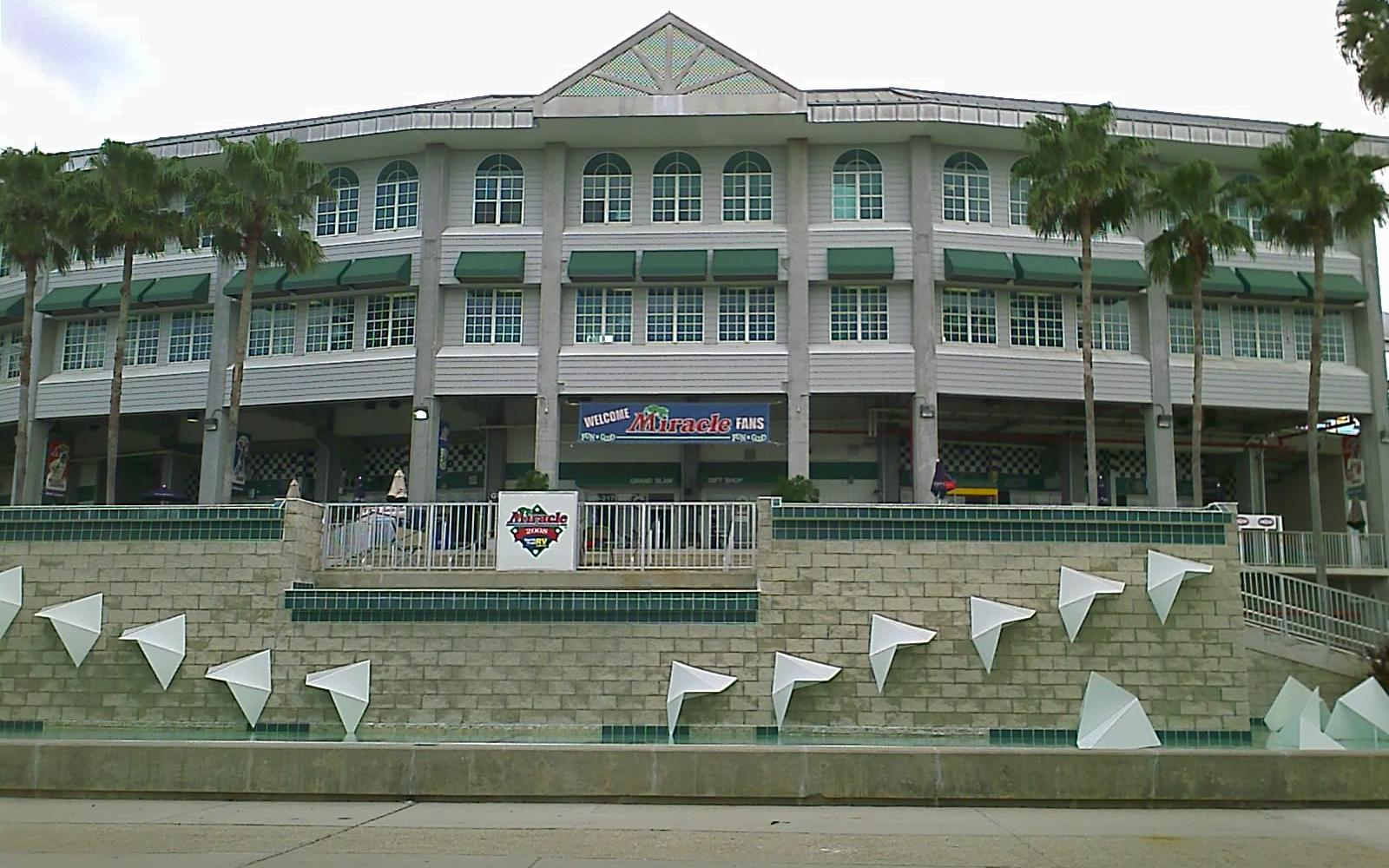
ハモンド・スタジアム

フォートマイヤーズは現在、メジャーリーグベースボールのボストン・レッドソックスとミネソタ・ツインズが春季キャンプを行う所である。これまでフォートマイヤーズで春季キャンプを行った年にワールドシリーズを勝ち抜いたチームが5つあるのも特徴である。上記2球団以外にフィラデルフィア・アスレチックス、ピッツバーグ・パイレーツおよびカンザスシティ・ロイヤルズが達成した。

#### ミネソタ・ツインズ
サウスフォートマイヤーズのリー郡スポーツ複合施設にハモンド・スタジアムがある。これは1991年に建設され、収容人員は7,500人である。ここがミネソタ・ツインズの春季キャンプ場となっている。ツインズはハモンド・スタジアムで初めて春季キャンプを張った年にワールドシリーズを制した。リー郡との施設使用契約は2011年まである。

#### ボストン・レッドソックス
ボストン・レッドソックスの元左翼手マイク・グリーンウェルがフォートマイヤーズの出身であり、春季キャンプの場にここを選ぶ推進役となった。シティ・オブ・パームズ・パークは1992年に建設され、収容人員は8,000人である。
シティ・オブ・パームズ・パークで行われた最も記念すべき試合は2004年3月7日のものである。これは前年10月にあったレッドソックスとニューヨーク・ヤンキースとの試合以来初めての対戦であり、10月の試合ではアーロン・ブーンがホームランを打ってレッドソックスのプレイオフを勝ち抜く望みを打ち砕いたものだった。2004年の試合ではブーンに替わったアレックス・ロドリゲス三塁手がヤンキースにとってオフシーズンの注目を浴びた獲得選手だったが、7,304人の観衆から激しいブーイングを受けた。

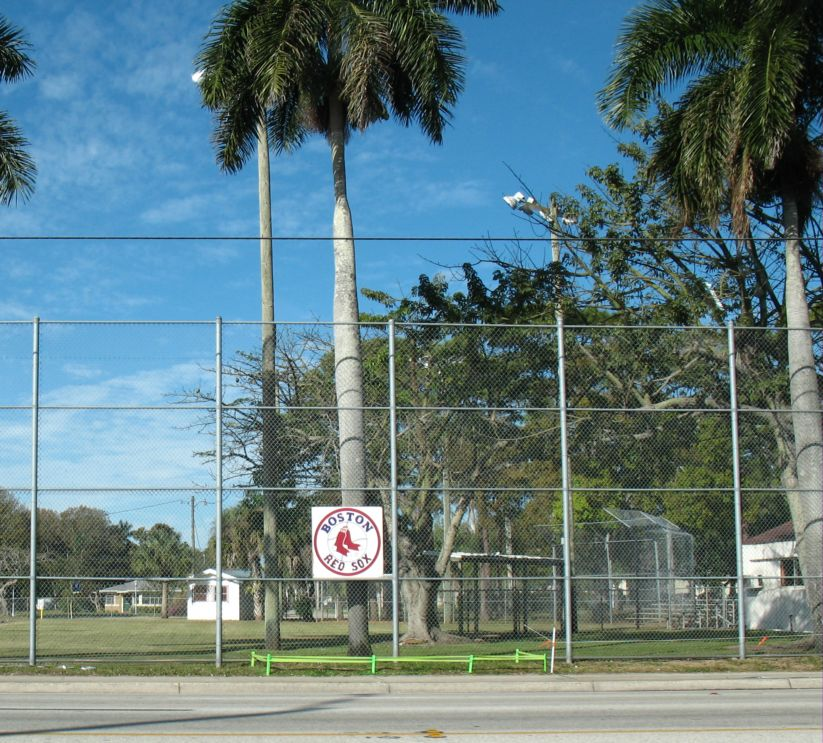
施設の外部フェンスにあるレッドソックスのロゴ

レッドソックスとフォートマイヤーズとの使用契約は2019年まであるが、レッドソックスは2009年春季キャンプ後に契約を打ち切ることを検討している。レッドソックス最高執行役員のマイク・ディーが2008年4月25日にサラソータの役人と会い、サラソータのエド・スミス・スタジアムに移転する可能性を協議した。この施設はシンシナティ・レッズが春季キャンプに利用しており、レッズはアリゾナ州のグッドイヤーに拠点を移す計画があった。ボルチモア・オリオールズとミルウォーキー・ブルワーズもサラソータの役人と会った。
リー郡公園リクリエーション局長のジョン・ヤーボローが、フォートマイヤーズにレッドソックスを繋ぎ止めておくためのアイディアをブレーンストーミングで集めるために自分の時間を使っているフォートマイヤーズの建築家ジェフ・マジェットと会談した。ヤーボローは会談の後で「2012年までにプロジェクトを組織したい」と語った。
レッドソックスの新しい春季キャンプ地について計画が示されたり場所の議論がされているわけではないが、チームの本拠地であるボストンのフェンウェイ・パークの小型版のような施設を持ちたいという夢があると語った。
2012年に新しくフェンウェイパークのグリーンモンスターを模したレフトスタンドを擁する新球場ジェットブルー・パークが完成した。

### シティ・オブ・パーム・クラシック
シティ・オブ・パーム・クラシックでは毎年、フォートマイヤーズの高校バスケットボール選手権が開催されている。

### その他のスポーツ
フロリダ・ガルフコースト大学のスポーツ・チーム、FGGUイーグルスは2007年にNCAAのディビジョンIへの転換を始めた。2008年から2009年のシーズンで、女子バスケットボール・チームがアトランティック・サン・カンファランスで17対3の記録を残し、全体でも25対4だったが、現在ディビジョンIIからの転換中なのでディビジョンI 2009年のトーナメントには参加する資格が無かった。
フロリダ・ガルフコースト大学のスポーツ・チームは自分達のキャンパスで試合をしている。アリコ・アリーナのバスケットボール、スワンソン・スタジアムの野球が挙げられる。

## 見どころ
- エジソンとフォードの冬の家

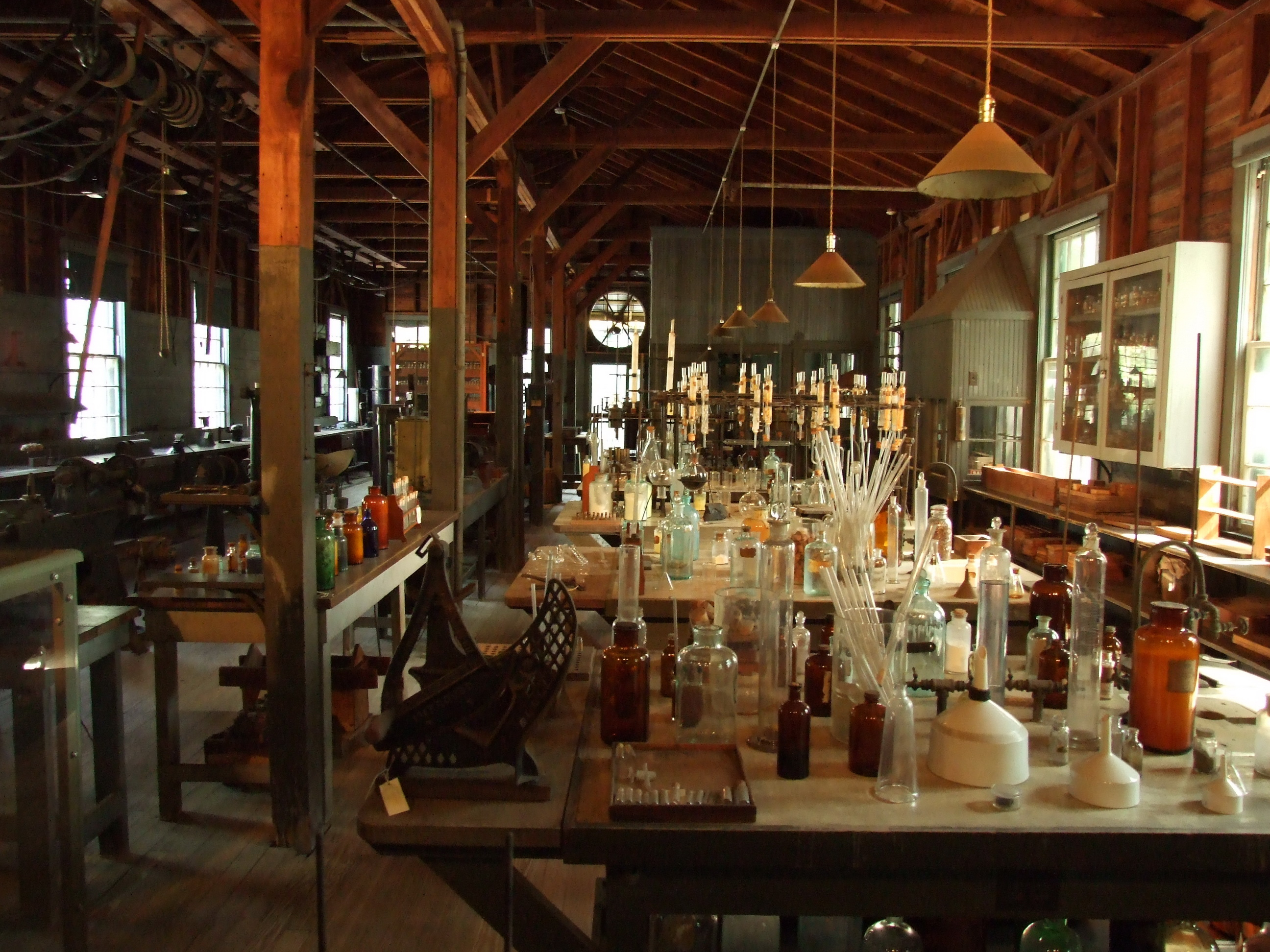
エジソンの実験室

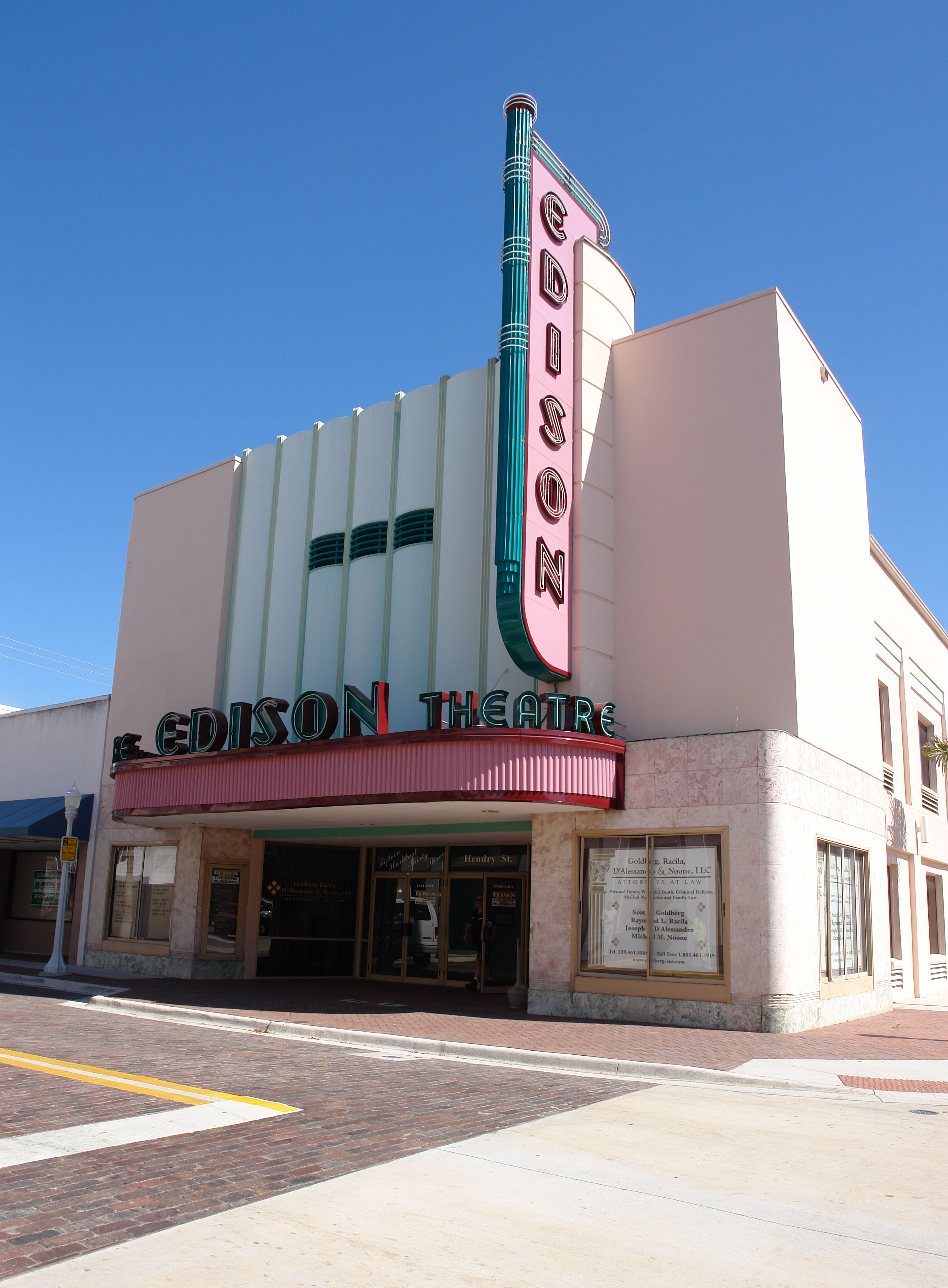
エジソン劇場

- サウスフォートマイヤーズのリー郡スポーツ複合施設、フロリダ・ステートリーグに所属する野球チームフォートマイヤーズ・ミラクルの本拠、かつミネソタ・ツインズの春季キャンプ場であるハモンド・スタジアムがある。マイナーリーグのガルフコーストリーグ・ツインズもリー郡スポーツ複合施設で試合をしている。フロリダ・ステイトリーグは2009年6月にハモンド・スタジアムでフロリダ・ステイトリーグ第48回オールスター・ゲームを開催した。このシーズン中の伝統の一戦は2003年以来初めてフォートマイヤーズに戻ってきた。
- ボストン・レッドソックスはフォートマイヤーズ中心街に近いシティ・オブ・パームズ・パークを春季キャンプの場にしている。ガルフコーストリーグ・レッドソックスの本拠地でもある。
- イーストコースト・ホッケーリーグのチーム、フロリダ・エバーブレイズはジェーメイン・アリーナを本拠地にし、アリーナフットボールのマイナーチーム、フロリダ・ファイアキャッツもここを使っている。
- フォートマイヤーズ地域（ボニータ・スプリングス、ケープコーラル、エステロ、リーハイエーカーズおよびサニベル島）には、フロリダ州南西部に130ある著名パブリックおよびプライベートのゴルフコースのうち50箇所以上がある。これらのコースはフロリダの良い気候と景観の良い素晴らしい自然と組み合わされて、余暇を楽しむゴルファーに絶好の地域となっている。
- カルサ自然センターとプラネタリウム は私立で非営利の環境教育組織である。105エーカー (0.4 km2) の土地には、博物館、3本の自然の道、プラネタリウム、蝶と鳥の放し飼い、土産物店および集会やピクニックの場所がある。

## 犯罪

### 表示の無い墓
2007年3月、フォートマイヤーズの森林地帯で8人の遺体が発見され、連続殺人の容疑で捜査が続けられることになった。これまでDNA鑑定を用いて3人の身元は判明した。2008年初期に容疑者の名前が短期間浮かび上がった。この事件はアメリカの最重要手配事件にもなっている。

### 銃乱射事件
- 2016年7月25日、市内のナイトクラブの駐車場で銃乱射事件が発生。2人が死亡、16人以上が重軽傷。被害者の多くが10代の若者[14]。

### 犯罪統計
2007年、フォートマイヤーズとケープコーラル都市圏の住人10万人あたり犯罪発生率は下表の通りである。
| 犯罪       | フォートマイヤーズとケープコーラル都市圏犯罪率 | 全国平均 |
| ---------- | ---------------------------------------------- | -------- |
| 殺人       | 8.7                                            | 5.7      |
| 強姦       | 35.4                                           | 30.9     |
| 強盗       | 156.3                                          | 149.4    |
| 傷害       | 396.5                                          | 287.5    |
| 夜盗       | 1035.5                                         | 729.4    |
| 窃盗       | 2165.9                                         | 2206.8   |
| 自動車窃盗 | 416.8                                          | 398.4    |

## 著名な住人

### 現在
- ジェイソン・バートレット - タンパベイ・レイズの遊撃手
- フリオ・ズレータ- シカゴ・カブスの元一塁手、日本の球界でも活躍した
- バート・ブライレブン - ミネソタ・ツインズ、テキサス・レンジャーズ、ピッツバーグ・パイレーツ、クリーブランド・インディアンスおよびカリフォルニア・エンゼルスでプレーした投手[16]
- アイビー・ボックス - 女優、アーティスト、プロデューサー、起業家、ブラック・エンターテインメント・テレビジョンのカレッジヒル・インターンズに出演
- フィリップ・ブキャナン - NFLのコーナーバック、現在はデトロイト・ライオンズ、過去にタンパベイ・バッカニアーズ、ヒューストン・テキサンズ, オークランド・レイダースでプレイ[17]
- ステイシー・カーター - WWEの元レスラー[18]
- テレンス・コディ - アラバマ大学のノーズタックル[19]
- ビル・デイビー - プロのボディビルダー[20]
- ノエル・デバイン - ウェストバージニア大学のラニングバック[21]
- アーネスト・グラハム - タンパベイ・バッカニアーズのラニングバック[22]
- マイク・グリーンウェル - ボストン・レッドソックスの元左翼手、現在はNASCARのドライバー[23]
- ランディ・ハンド - バッファロー・ビルズのオフェンシブタックル、元ニューイングランド・ペイトリオッツ [24]
- マリオ・ヘンダーソン - オークランド・レイダースのオフェンシブタックル[25]
- ノーラン・ヘンケ - プロゴルファー[26]
- アンソニー・ヘンリー - デトロイト・ライオンズ、ダラス・カウボーイズ、クリーブランド・ブラウンズのコーナーバック[27]
- サラ・ヒルデブランド - 2000年、2004年オリンピックの跳び込み競技選手[28][29]
- ジェボン・カーズ - フィラデルフィア・イーグルス、テネシー・タイタンズのデフェンシブ・エンド[30]
- テリー・キンボール - 雑誌プレイボーイ1964年5月号のプレイメイト[31]
- ミンディ・マクレディ - カントリーミュージックのアーティスト[32]
- セス・ペトルゼリ - 総合格闘技のファイター[33]
- ディオン・サンダース - NFLで6チームを経験したコーナーバック、MLBでも5チームで外野手[34]
- ボンゼル・ソロモン - アメリカン・アイドル（シーズン4）で3位を獲得[35]
- エリサ・スティーマー - プロのスケートボード選手
- アルガーノッド・ラニエ・"プライズ"・ワシントン - プライズ (ラッパー)の本名[36]
- トミー・ワトキンス - ミネソタ・ツインズの元選手[37]
- ウォルト・ウェズレー - NBAの選手（1966年-1976年）: シカゴ・ブルズ、クリーブランド・キャバリアーズ、フェニックス・サンズ、フィラデルフィア・セブンティシクサーズ、キャピタル・ブレッツ、ミルウォーキー・バックス、シンシナティ・ロイヤルズ[38]
- クリフ・ウィリアムズ - ロックバンドAC/DCのベース奏者

### 過去の住人

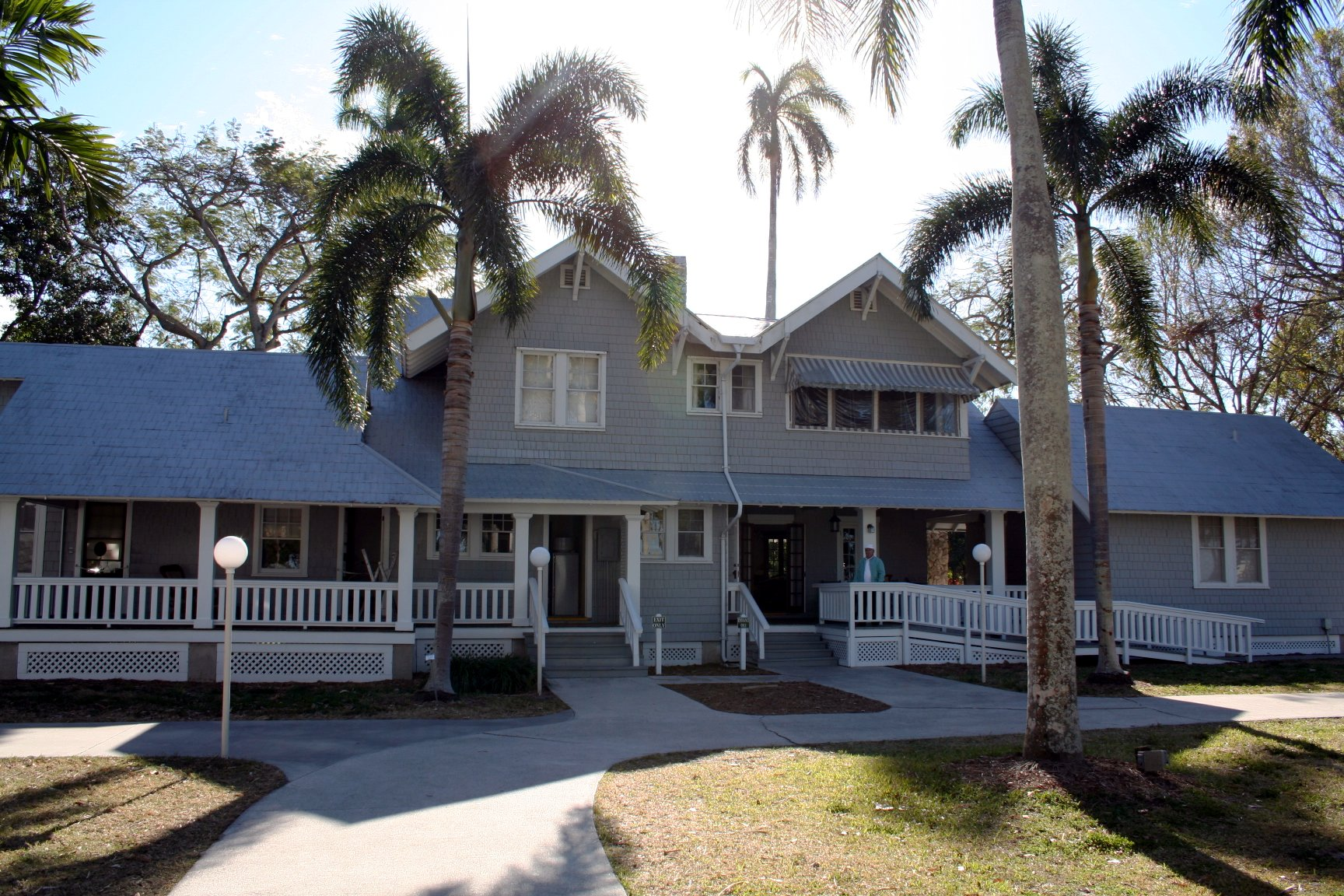
ザ・マンゴーズ、ヘンリー・フォードの冬の家

- トーマス・エジソン - 白熱電球と蓄音機を改良し完成した、ヘンリー・フォード邸の隣に冬の家があった [39]
- ヘンリー・フォード - フォード・モーター創業者、ライン生産方式の父、トーマス・エジソン邸の隣に冬の家があった[39]
- ハーベイ・ファイアストーン- ファイアストン・タイヤイア会社の創業者、エジソンやフォード邸の近くに冬の家があった[40][41]
- アマンダ・ダンバー - プロの女子ボディビルダー[42][43][44]
- ペギー・スクールクラフト- プロの女子ボディビルダー、1997年ナショナル・フィジック・コミッティのチームユニバース・チャンピオン[45]
- パティ・バーグ - 女子プロゴルファー、LPGAツアーで60勝[46]
- チャールズ・ギグナ - 詩人、「ファザー・グース」と呼ばれる子供の本作家、少年時代（1950年-1973年）を過ごした[47]
- デニス・マシノ- プロの女子ボディビルダー
- キンバリー・ペイジ- WCWのニトロ・ガールズの元メンバー、プレイボーイのモデル
- ダイヤモンド・ダラス・ペイジ- WCWとWWEの元レスラー、俳優
- ジェリー・ローラー- WWEのレスラー、アナウンサー[18]
- ビバリー・ディレンゾ- プロのボディビルダー[48][49][50]
- ジェラルド・ダミアーノ- ポルノ映画監督[51]

## 大衆文化の中のフォートマイヤーズ
- 1985年の映画『死霊のえじき』で、放棄された都市がシーンはフォートマイヤーズ中心街で撮影された[52][53]。
- 1995年の映画『理由』で、幾つかの市庁舎や他の「都市」のシーンがフォートマイヤーズ中心街で撮影された[54]。
- 1999年の独立系映画"Trans"はフォートマイヤーズで撮影された[55]。